# Lucas Lingman
Lucas Lingman (Espoo, 25 gennaio 1998) è un calciatore finlandese, centrocampista dell'HJK.

## Carriera

### Nazionale
Ha giocato nelle nazionali giovanili finlandesi Under-16, Under-18 ed Under-21.
Il 29 marzo 2022 esordisce con la nazionale maggiore nell'amichevole persa 0-2 contro la Slovacchia.

## Palmarès

### Club

#### Competizioni nazionali
- Campionato finlandese: 4

HJK: 2017, 2020, 2021, 2023
- Liigacup: 2

HJK: 2015, 2023
- Suomen Cup: 2

HJK: 2016-2017, 2020